# جی‌دی‌اس واکابا (دی‌یی-۲۶۱)
جی‌دی‌اس واکابا (دی‌یی-۲۶۱) (به انگلیسی: JDS Wakaba (DE-261)) یک کشتی بود که طول آن ۱۰۰ متر (۳۲۸ فوت ۱ اینچ) بود. این کشتی در سال ۱۹۴۵ ساخته شد.